# 冠大会
冠大会（かんむりたいかい）とは、スポーツなどで、大会名にスポンサー協賛の企業の社名を冠したイベントのこと。

## 概説
1937年、朝日新聞社によって「朝日招待」というサッカーの冠大会が開催されたという記録が残っており、この時代既に日本で冠大会が行われていたことになる。
五輪種目において、スポンサー名称を冠とする初の冠大会は1978年に行われた第1回8ヶ国陸上競技大会・デサント陸上となっている。1981年には国内アマチュア大会もスポンサー大会が事実上承認された。
冠スポンサーは多くの場合、いわゆる「特別協賛社」が務めるが、ゴルフ・将棋などでは主催に当たる企業が冠となることもある。
競馬の場合は冠競走と呼ばれる場合がある。
大会によっては、活躍した選手（MVP）にスポンサーから賞金や賞品（目録）が贈られる大会も多い。例えば、自動車メーカー協賛による大会では、新車とともに鍵が贈られる。一方、JリーグYBCルヴァンカップ（旧・ヤマザキナビスコカップ）のように冠が刻まれた優勝杯が贈られることも多く、この場合はスポンサーに限らず、主催団体の長や競技の功労者（卓球の荻村杯など）、元首・大臣・地方自治体の首長などが冠となる場合もある。テレビ・ラジオ中継が行われる場合、冠スポンサーが中継番組の筆頭提供となる場合もある。
しかし近年、経済不況のあおりを受け、スポンサーの撤退などにより規模縮小もしくは中止に追い込まれる大会なども多くなっている。

## 業種
スポーツ用品メーカー、食品、自動車、マスメディア（放送局や新聞社）などの例がある。
中央競馬の重賞レースでは、マスメディア、競馬場沿線の私鉄（鉄道事業者）が多い。一部の地方競馬では単発的に地元の企業や個人の協賛を募り、冠レースを行う場合がある（個人協賛競走）。